# Hand-Held Maneuvering Unit

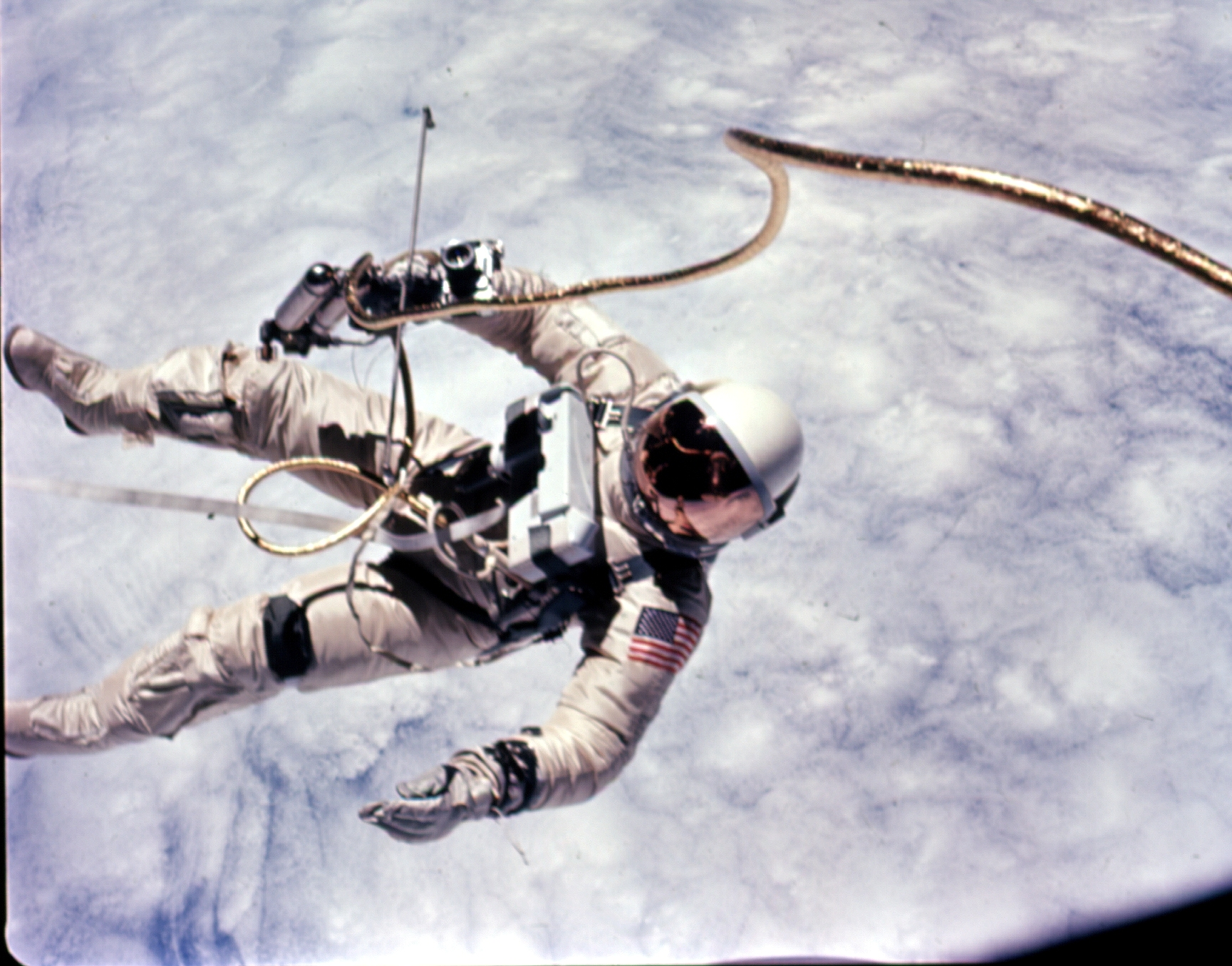
Astronauta Edward Higgins White używający „pistoletu manewrowego” w czasie pierwszego amerykańskiego spaceru kosmicznego 3 czerwca 1965

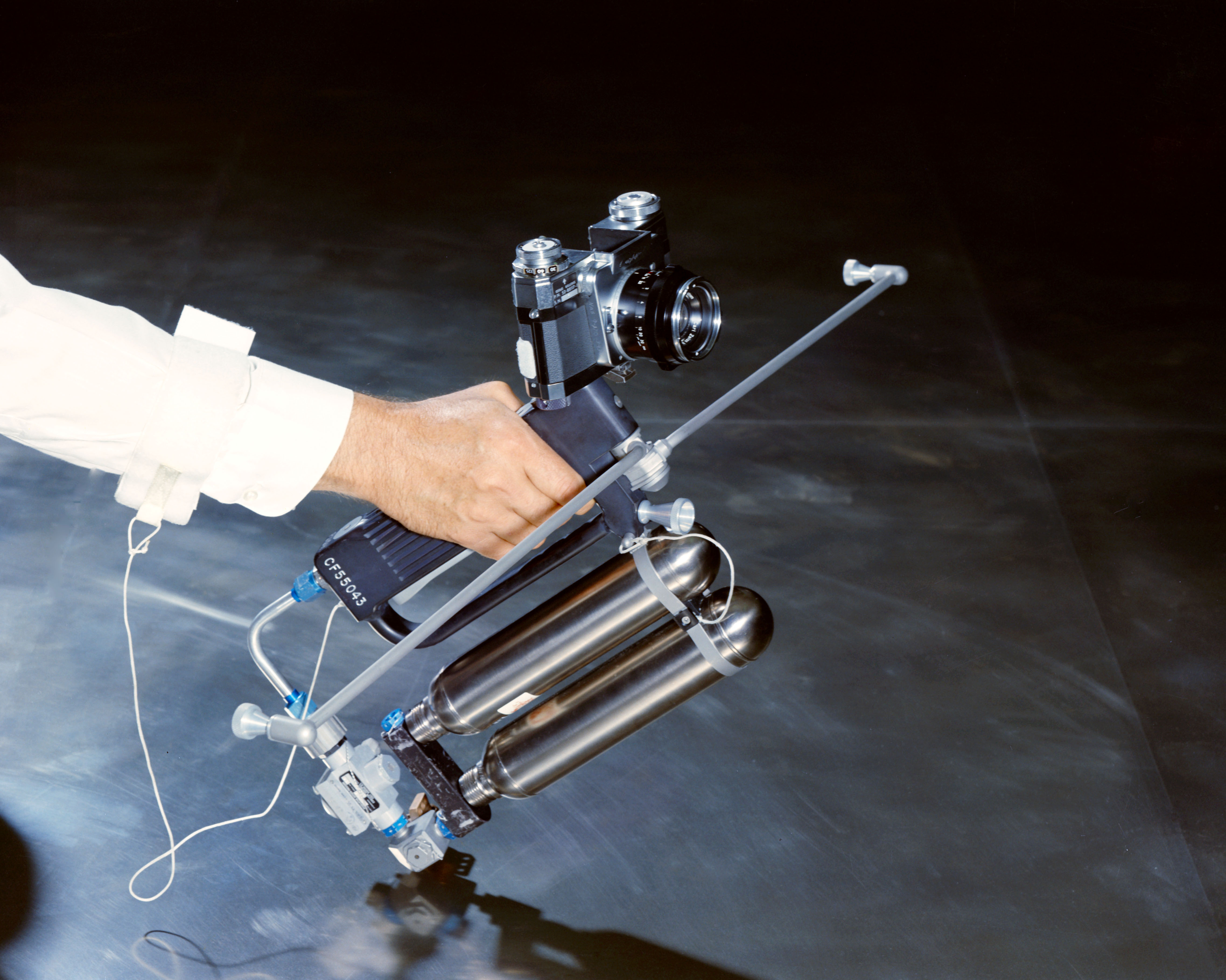
Hand-Held Maneuvering Unit użyty przez White’a podczas misji statku kosmicznego Gemini 4

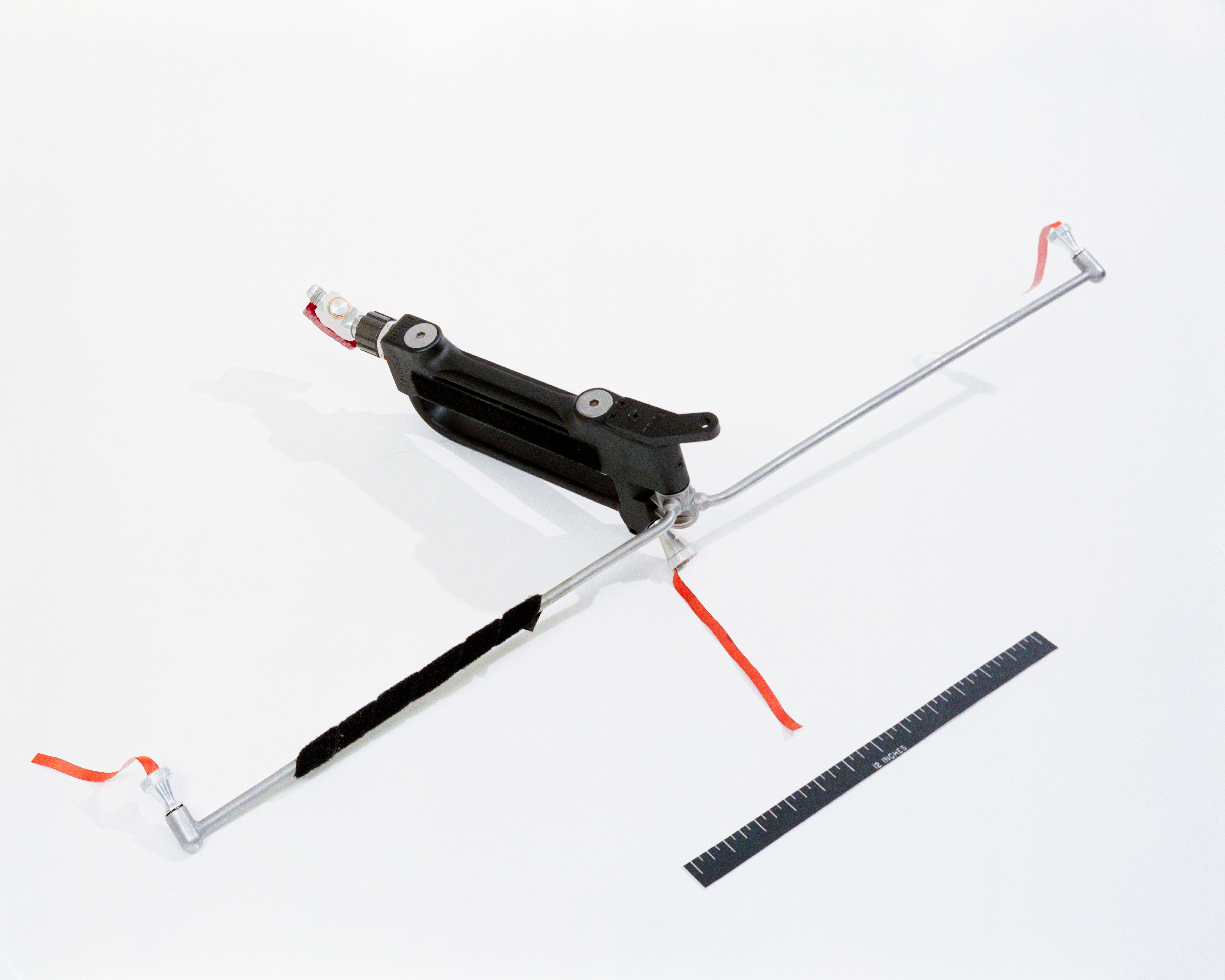
Hand-Held Maneuvering Unit który miał być użyty podczas misji statku kosmicznego Gemini 8

Hand-Held Maneuvering Unit (HHMU) – urządzenie użyte przez astronautę Edwarda Higginsa White’a podczas pierwszego amerykańskiego spaceru kosmicznego (EVA) 3 czerwca 1965, z pokładu statku kosmicznego Gemini 4. Różne modele HHMU były obecne na Gemini 4, 8, 10 i 11, ale zostały użyte tylko na Gemini 4 i 10. HHMU był również używany na pokładzie stacji orbitalnej Skylab.
„Pistolet manewrowy” White’a od 1967 znajduje się w zbiorach National Air and Space Museum w Waszyngtonie.

## Budowa
Hand-Held Maneuvering Unit wykonany był z aluminium i stali nierdzewnej, z trzema małymi dyszami rakietowymi, z których dwie znajdowały się na przedłużaczach, pozwalając astronaucie przesunąć swoje ciało w prawo, w lewo lub delikatnie do przodu. W uchwycie znajdował się przełącznik kołyskowy do obsługi dysz i dwa zbiorniki tlenu pod ciśnieniem paliwa 3400 psi.
HHMU o długości 81 centymetrów i wadze 3 kilogramów został wyprodukowany przez Airesearch Manufacturing Company. 

## Użycie
Astronauci używający „pistoletu manewrowego” opisywali go jako łatwiejszy w użyciu niż inne metody manewrowania podczas spacerowania w przestrzeni kosmicznej, aczkolwiek nie pozbawiony wad. HHMU użyty podczas misji Gemini 4 miał sprężony azot jako materiał pędny i tlen pod ciśnieniem do kontrolowania i napędzania astronauty. White lubił używać pistoletu i uznał go za przydatny, ale szybko zabrakło mu gazu, zmuszając go do improwizowania dalszego spaceru. Drugi członek załogi James McDivitt powiedział, że pistolet był „beznadziejny i całkowicie bezużyteczny”, ponieważ wymagał precyzyjnego celowania przez środek masy użytkownika, aby wykonać ruch w linii prostej, nie wywołując niepożądanego obrotu. Wadą było również to, że astronauta mógł posługiwać się tylko jedną ręką.
Materiałem pędnym HHMU na statku Gemini 8 był tetrafluorometan, aparat miał być umieszczony na plecach astronauty Davida Scotta, ale ten nie miał okazji go użyć, ponieważ misja została zakończona przed spacerem kosmicznym Scotta z powodu wirowania.
HHMU na statku Gemini 10 używany przez Michaela Collinsa otrzymał materiał pędny z azotem z wnętrza statku kosmicznego, przez wąż dołączony do łącznika pępowinowego astronauty. Collins z powodzeniem użył „pistoletu manewrowego” do poruszania się tam i z powrotem pomiędzy Gemini 10 a stopniem rakietowym Agena Target Vehicle.
Astronauta Richard Gordon nie wykorzystał swojego HHMU na statku Gemini 11, ponieważ jego spacer kosmiczny musiał zostać skrócony z powodu fizycznego wyczerpania astronauty.